# Frederik af Waldeck-Pyrmont
Frederik af Waldeck-Pyrmont (tysk: Friedrich Adolf Hermann) (født 20. januar 1865 i Arolsen, død 26. maj 1946 sammesteds) var fra 1893 til 1918 den sidste regerende fyrste af Waldeck-Pyrmont.
Han var bror til dronning Emma af Nederlandene.

## Forfædre
Frederik af Waldeck-Pyrmont var dattersøn af Pauline af Württemberg (1810-1856) og hertug Vilhelm 1. af Nassau (1792–1839).
Fyrst Frederik var oldesøn af bl.a. generalløjtnant Paul af Württemberg (1785–1852) og fyrste Frederik Vilhelm af Nassau-Weilburg (1768–1816).
Frederik af Waldeck var tipoldesøn af bl.a. den tyske fyrste Karl Christian af Nassau-Weilburg (1735–1788), den hollandske regentinde (tronfølger og formynder for arvestatholderen) Caroline af Oranien-Nassau-Diez (1743–1787), kong Frederik 1. af Württemberg (1754–1816), den preussiske general Ludvig, prins af Württemberg (1756–1817) og Henriette af Nassau-Weilburg (1780–1857).

## Familie
Frederik af Waldeck blev gift med Bathildis til Schaumburg-Lippe (1872–1962).  Bathildis var datterdatter af Marie af Hessen-Kassel-Rumpenheim (1814–1895). Prinsesse Marie var storesøster til dronning Louise af Danmark.
Frederik og Bathildis fik fire børn:
- Josias, arveprins (tronfølger) til Waldeck og Pyrmont (1896–1967), gift 1922 med Altburg af Oldenborg (en datter af Oldenborgs sidste storhertug).
- Max (1898–1981), gift 1929 med Gustava grevinde af Platen Hallermund.
- Helene (1899–1948), gift  1921 med arvestorhertug (tronfølger) Nikolaus af Oldenborg. Deres søn Anton Günther efterfulgte i 1970–2014 sin far som overhoved for det storhertuglige hus (dvs. den tyske gren af slægten Gottorp–Oldenborg).
- Georg Wilhelm (1902–1971), gift 1932 med Ingeborg grevinde af Platen Hallermund